# Kanton Saint-Pol-de-Léon
Der Kanton Saint-Pol-de-Léon (bretonisch Kanton Kastell-Paol) ist seit 1790 ein französischer Wahlkreis im Arrondissement Morlaix, im Département Finistère und in der Region Bretagne.  

## Geschichte
Der Kanton entstand am 15. Februar 1790. Von 1801 bis 2015 gehörten acht Gemeinden zum Kanton Saint-Pol-de-Léon. Mit der Neuordnung der Kantone in Frankreich stieg die Zahl der Gemeinden 2015 auf 14. Zu den bisherigen Gemeinden des alten Kantons Saint-Pol-de-Léon kamen 4 der 5 Gemeinden des bisherigen Kantons Plouescat und 2 der 6 Gemeinden des bisherigen Kantons Plouzévédé hinzu.

## Lage
Der Kanton liegt im Norden des Départements Finistère. 

## Gemeinden
Der Kanton besteht aus 14 Gemeinden mit insgesamt 31.706 Einwohnern (Stand: 1. Januar 2022) auf einer Gesamtfläche von 246,07 km²:
| Gemeinde                 | Bretonisch   | Einwohner (2022) | Fläche (km²) | Code postal | Code Insee |
| ------------------------ | ------------ | ---------------- | ------------ | ----------- | ---------- |
| Cléder                   | Kleder       | 3.582            | 37,44        | 29233       | 29030      |
| Île-de-Batz              | Enez-Vaz     | 457              | 3,05         | 29253       | 29082      |
| Lanhouarneau             | Lanhouarne   | 1.294            | 17,69        | 29430       | 29111      |
| Mespaul                  | Mespaol      | 935              | 11,48        | 29420       | 29148      |
| Plouénan                 | Plouenan     | 2.588            | 30,64        | 29420       | 29184      |
| Plouescat                | Ploueskad    | 3.549            | 14,79        | 29430       | 29185      |
| Plougoulm                | Plougouloum  | 1.761            | 18,37        | 29250       | 29192      |
| Plounévez-Lochrist       | Gwinevevez   | 2.285            | 39,54        | 29430       | 29206      |
| Roscoff                  | Rosko        | 3.318            | 6,19         | 29680       | 29239      |
| Saint-Pol-de-Léon        | Kastell-Paol | 6.841            | 23,43        | 29250       | 29259      |
| Santec                   | Santeg       | 2.435            | 8,06         | 29250       | 29273      |
| Sibiril                  | Sibirill     | 1.154            | 11,47        | 29250       | 29276      |
| Tréflaouénan             | Trelaouenan  | 523              | 8,16         | 29440       | 29285      |
| Tréflez                  | Trelez       | 984              | 15,76        | 29430       | 29287      |
| Kanton Saint-Pol-de-Léon | Kastell-Paol | 31.706           | 246,07       | -           | 2926       |

### Kanton Saint-Pol-de-Léon bis 2015
Der alte Kanton Saint-Pol-de-Léon bestand aus acht Gemeinden auf einer Fläche von 112,69 km². Diese waren: Île de Batz, Mespaul, Plouénan, Plougoulm, Roscoff, Saint-Pol-de-Léon, Santec und Sibiril.

## Bevölkerungsentwicklung
| 1962   | 1968   | 1975   | 1982   | 1990   | 1999   | 2006   | 2012   |
| ------ | ------ | ------ | ------ | ------ | ------ | ------ | ------ |
| 22.085 | 21.302 | 20.706 | 20.254 | 19.972 | 19.264 | 19.868 | 19.470 |